# Нансі Фебер
Нансі Фебер (нар. 5 лютого 1976) — колишня бельгійська тенісистка.
Найвищу одиночну позицію світового рейтингу — 79 місце досягла 5 лютого 1996, парну — 46 місце — 10 квітня 1995 року.
Здобула 3 одиночні та 8 парних титулів туру ITF.
Найвищим досягненням на турнірах Великого шолома було 3 коло в одиночному та парному розрядах.
Завершила кар'єру 1998 року.

## Фінали турнірів WTA

### Парний розряд: 3 (3 поразки)
| Великий шлем |
| Tier I       |
| Tier II      |
| Tier III     |
| Tier IV      |

| Результат | W–L | Дата     | Турнір                  | Tier     | Покриття | Партнерка        | Суперниці                        | Рахунок         |
| --------- | --- | -------- | ----------------------- | -------- | -------- | ---------------- | -------------------------------- | --------------- |
| Поразка   | 0–1 | Лис 1994 | Taipei Open, Тайвань    | Tier IV  | Тверде   | Александра Фусаї | Мішелл Джаггерд-Лай Рене Сімпсон | 6–0, 7–6(12–10) |
| Поразка   | 0–2 | Січ 1995 | Jakarta Open, Індонезія | Tier III | Тверде   | Лоранс Куртуа    | Клаудія Порвік Іріна Спирля      | 6–2, 6–3        |
| Поразка   | 0–3 | Кві 1996 | Jakarta Open, Індонезія | Tier III | Тверде   | Лоранс Куртуа    | Хіракі Ріка Кадзімута Наоко      | 7–6(7–2), 7–5   |

## Фінали ITF
| Легенда          |
| ---------------- |
| турніри $100,000 |
| турніри $75,000  |
| турніри $50,000  |
| турніри $25,000  |
| турніри $10,000  |

### Одиночний розряд: 7 (3–4)
| Результат | Ранг | Дата          | Турнір                        | Покриття   | Суперниця         | Рахунок          |
| --------- | ---- | ------------- | ----------------------------- | ---------- | ----------------- | ---------------- |
| Поразка   | 1.   | листопад 1991 | ITF Фленсбург, Німеччина      | Килим (i)  | Гайке Томс        | 6–7(3), 4–6      |
| Перемога  | 1.   | листопад 1992 | ITF Манчестер, Англія         | Килим (i)  | Олена Макарова    | 7–5, 4–6, 6–2    |
| Поразка   | 2.   | березень 1993 | ITF Брест, Франція            | Тверде     | Сільві Саба       | 3–6, 4–6         |
| Поразка   | 3.   | лютий 1994    | ITF Кобург, Німеччина         | Килим (i)  | Людмила Ріхтерова | 6–7(5), 2–6      |
| Перемога  | 2.   | березень 1998 | ITF Біль, Швейцарія           | Тверде (i) | Квета Пешке       | 6–7(6), 6–3, 6–4 |
| Поразка   | 4.   | квітень 1998  | ITF Кальві, Франція           | Тверде     | Габріела Кучерова | 5–7, 1–6         |
| Перемога  | 3.   | квітень 1998  | Open de Кань-сюр-Мер, Франція | Тверде     | Карін Борню       | 6–0, 6–1         |

### Парний розряд: 13 (8–5)
| Результат | Ранг | Дата              | Турнір                       | Покриття   | Партнерка          | Суперниці                         | Рахунок          |
| --------- | ---- | ----------------- | ---------------------------- | ---------- | ------------------ | --------------------------------- | ---------------- |
| Перемога  | 1.   | 25 серпня 1991    | ITF Коксейде, Бельгія        | Ґрунт      | Лоранс Куртуа      | Баркан Неллі Ольга Лугіна         | 4–6, 6–0, 6–4    |
| Перемога  | 2.   | 27 жовтня 1991    | ITF Фленсбург, Німеччина     | Килим (i)  | Лоранс Куртуа      | Алена Гаврлікова Івана Гаврлікова | 6–2, 6–3         |
| Перемога  | 3.   | 10 листопада 1991 | ITF Юсдаль, Швеція           | Килим (i)  | Лоранс Куртуа      | Кора Ліннеман Ева Лена Ольссон    | 6–2, 7–6(3)      |
| Перемога  | 4.   | 1 лютого 1992     | ITF Дандерюд, Швеція         | Килим (i)  | Лоранс Куртуа      | Катрін де Крамер Ольга Лугіна     | 7–6(0), 6–3      |
| Поразка   | 1.   | 9 лютого 1992     | ITF Герсгольм, Данія         | Килим (i)  | Катрін де Крамер   | Софі Альбінус Тіна Шоєр-Ларсен    | 3–6, 4–6         |
| Поразка   | 2.   | 31 жовтня 1993    | ITF Пуатьє, Франція          | Тверде (i) | Ельс Калленс       | Ольга Лугіна Елена Пампулова      | 4–6, 6–3, 3–6    |
| Перемога  | 5.   | 23 березня 1997   | ITF Вудлендс, США            | Тверде     | Лізель Губер       | Сабіне Гас Крістіна Тріска        | 6–1, 6–2         |
| Перемога  | 6.   | 1 листопада 1997  | ITF Пуатьє, Франція          | Тверде (i) | Петра Лангрова     | Леа Жирарді Светлана Кривенчева   | 3–6, 6–3, 6–1    |
| Поразка   | 3.   | 15 березня 1998   | ITF Біль, Швейцарія          | Тверде (i) | Тіна Кріжан        | Кірстін Фрає Нелле ван Лоттум     | 3–6, 6–3, 6–7(4) |
| Перемога  | 7.   | 12 квітня 1998    | ITF Кальві, Франція          | Тверде     | Ясмін Вер          | Емманюелль Курутше Софі Жорже     | 4–1 ret.         |
| Поразка   | 4.   | 10 травня 1998    | ITF Кардіфф, Велика Британія | Ґрунт      | Петра Лангрова     | Лізель Горн Катарина Среботнік    | 4–6, 3–6         |
| Перемога  | 8.   | 17 травня 1998    | ITF Порту, Португалія        | Ґрунт      | Катарина Среботнік | Суріна Де Беер Ребекка Єнсен      | 5–7, 6–1, 6–4    |
| Поразка   | 5.   | 4 липня 2011      | ITF Брюссель, Бельгія        | Ґрунт      | Ельс Калленс       | Марселла Кук Ева Ваканно          | 5–7, 6–3, [5–10] |

## Юніорські фінали турнірів Великого шолома

### Одиночний розряд (1–0)
| Результат | Рік  | Турнір               | Покриття | Суперниця   | Результат        |
| --------- | ---- | -------------------- | -------- | ----------- | ---------------- |
| Перемога  | 1993 | Вімблдонський турнір | Трава    | Ріта Гранде | 7–6(5), 1–6, 6–2 |

### Парний розряд (3–0)
| Результат | Рік  | Турнір                          | Покриття | Партнерка     | Суперниці                    | Результат     |
| --------- | ---- | ------------------------------- | -------- | ------------- | ---------------------------- | ------------- |
| Перемога  | 1992 | Відкритий чемпіонат Франції (1) | Ґрунт    | Лоранс Куртуа | Ліндсі Девенпорт Чанда Рубін | 6–1, 5–7, 6–4 |
| Перемога  | 1993 | Відкритий чемпіонат Франції (2) | Ґрунт    | Лоранс Куртуа | Лара Біттер Майке Каутстал   | 3–6, 6–1, 6–3 |
| Перемога  | 1993 | Вімблдонський турнір            | Трава    | Лоранс Куртуа | Мотідзукі Хіроко Йосіда Юка  | 6–3, 6–4      |